# Cryptochloris wintoni
Cryptochloris wintoni је сисар из реда Afrosoricida и фамилије Chrysochloridae.

## Угроженост
Ова врста је крајње угрожена и у великој опасности од изумирања.

## Распрострањење
Ареал врсте је ограничен на једну државу. 
Јужноафричка Република је једино познато природно станиште врсте.